# Lee Su-hyun
Lee Su-hyun (en hangul, 이수현; Ulsan, 4 de mayo de 1999) es una cantante y actriz surcoreana. Después de su aparición en el programa de audición de SBS K-pop Star junto a su hermano, debutó como vocalista del dúo de hermanos AKMU en  abril de 2014 bajo YG Entertainment después de ganar el programa. Junto a Lee Hi, también forma parte de la subunidad Hi Suhyun, formada en 2015 y debutó como solista en octubre de 2020 con el sencillo digital «Alien».
En televisión, ha aparecido frecuentemente en programas de música de realidad, incluido Begin Again, así como jueza en el programa de audiciones Superband. Lee también se convirtió en Youtuber a través de su canal, Leesuhyun, y en Radio DJ para la estación de radio KBS Cool FM, AKMU Suhyun's Volume Up, donde recibió su primer premio en los 16 premios KBS Entertainment Awards por "Radio DJ Award". También ha cantado bandas sonoras originales para dramas coreanos, entre ellos It's Okay to Not Be Okay y la película de Disney de 2020 Mulan.

## Biografía

### Comienzos
Lee Su-hyun nació el 4 de mayo de 1999 en la Provincia de Gyeonggi, Corea del Sur. Ella y su hermano mayor, Lee Chan-hyuk, se mudaron a Mongolia a la edad de 10 y 13 años respectivamente con sus padres misioneros. Al describir su infancia, explicó: "Nos gustaba salir a explorar la naturaleza en Mongolia. Un poco más allá de la ciudad, había vastas praderas y cielos llenos de nubes". Debido a que su familia enfrentaba dificultades financieras, los dos hermanos no pudieron ir a la escuela y, en cambio, fueron educados en casa por su madre.
Su experiencia en Mongolia ayudó a su hermano y a ella a descubrir su talento para la música, ya que el aburrimiento de haber sido educados en casa los impulsó a comenzar a hacer música juntos. Lee luego aprendió a tocar el piano y su hermano la guitarra. Además, ver el programa de variedades de SBS Star King, la impulsó a dedicarse a la música. Después de residir en Mongolia durante casi cinco años, Lee regresó temporalmente a Corea del Sur debido a un problema con su visa. Durante su estadía, participó en una audición y decidió permanecer allí, su hermano pronto hizo lo mismo.

### 2012-2017: AKMU, Hi Suhyun y debut actoral
En agosto de 2012, ella y su hermano hicieron una audición para K-pop Star 2 de SBS como AKMU, terminando pronto en primer lugar y luego firmando con YG Entertainment. En abril de 2014, debutaron con un álbum de estudio, Play junto con tres sencillos principales, "200%", "Give Love" y "Melted". El sencillo digital, "Time and Fallen Leaves", lanzado en octubre también se convirtió en el número uno en el Gaon Digital Chart, solidificando su éxito comercial instantáneamente. Ese año obtuvieron varios premios, incluido el "Mejor álbum pop" en los Korean Music Awards y la "Canción del Año (abril)" en los Gaon Chart Music Awards. En septiembre de 2017, Chan-hyuk se alistó en la Infantería de Marina de la República de Corea, por lo que AKMU entró en pausa.

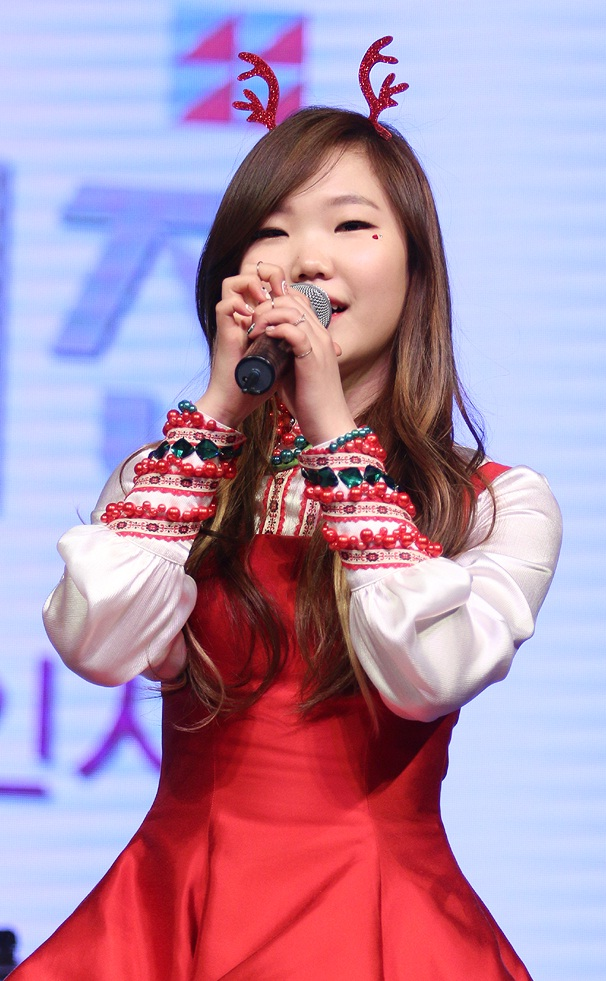
Lee actuando en el SBS Gayo Daejon en 2014

En noviembre de 2014, Lee y su compañero de agencia Lee Hi se formaron como la subunidad del proyecto, Hi Suhyun. El dúo lanzó el sencillo digital "I'm Different" con su compañero de sello Bobby de IKON y pronto encabezó todas las listas nacionales tras su lanzamiento, incluida la Gaon Digital Chart. Comenzaron las promociones el 16 de noviembre a través de su primera aparición en un programa musical en Inkigayo de SBS, y pronto reclamaron su primera victoria el 23 de noviembre. El dúo también fue nominado para múltiples premios en los Seoul Music Awards, incluido el "Bonsang", el "Premio a la Popularidad" y el Premio Especial Hallyu".
Tras la revelación de los medios de comunicación de un nuevo programa el 23 de mayo de 2017, Lee se unió como miembro fijo del elenco del programa de variedades de OnStyle Relationship Appeal, donde se unieron sus compañeras de agencia Sandara Park de 2NE1 y Lee Hi. Su incorporación a la alineación también marcó su primera aparición fija en un programa de televisión desde su debut. Relationship Appeal consistió en 5 episodios y se emitió en el período de julio a octubre de 2017.
El 25 de mayo de 2017, Lee creó el canal de belleza en YouTube, MochiPeach, y subió públicamente su primer video el 3 de junio. Inicialmente solo subía contenido relacionado con la belleza, pronto expandió su canal para cubrir materiales que incluían vlogs y versiones musicales. Primero expresó su interés en abrir un canal de YouTube una vez que sea mayor a través de My Little Television en 2016. Reveló en Omniscient Interfering View de MBC que al ver esto, YG Entertainment formó un equipo de YouTube para ella como estímulo. Lee recibió el Botón de Reproducción de Oro de YouTube en julio de 2019. En agosto de 2019, cambió el nombre de su canal a Leesuhyun y obtuvo un total de 1.4 millones de suscriptores a diciembre de 2019.
A través de la serie de televisión de Netflix Temporary Idol, Lee hizo su debut como actriz al unirse al elenco principal como un personaje que se representa a sí misma. Al drama web se unieron Kwon Hyun-bin, Kim Hee-jung, Hwang Seung-eon y Kwon Young-deuk a través de la producción conjunta de YG Entertainment y Netflix. El programa se transmitió a través de Netflix en noviembre de 2017 y pronto en SBS en diciembre de 2017.
El 27 de diciembre de 2017, se confirmó que Lee era la última incorporación de la segunda entrega del programa de realidad de JTBC Begin Again. Inicialmente, con el programa dividido en dos equipos mientras se filmaba en el extranjero por separado en diferentes lugares, fue colocada en el equipo formado por Lena Park, Hareem y Henry Lau. Begin Again 2 se filmó en áreas ubicadas en Portugal y Hungría y comenzó a transmitirse desde el 30 de marzo de 2018 hasta el 29 de junio de 2018. A través de su aparición renovada en la tercera entrega de la serie Begin Again, se convirtió en una serie regular, permaneciendo con sus compañeros de equipo anteriores junto con la nueva incorporación, Kim Feel y Lim Heon-il. Begin Again 3 se filmó en áreas ubicadas en Corea del Sur e Italia.

### 2018-2019: DJ de radio y apariciones en televisión

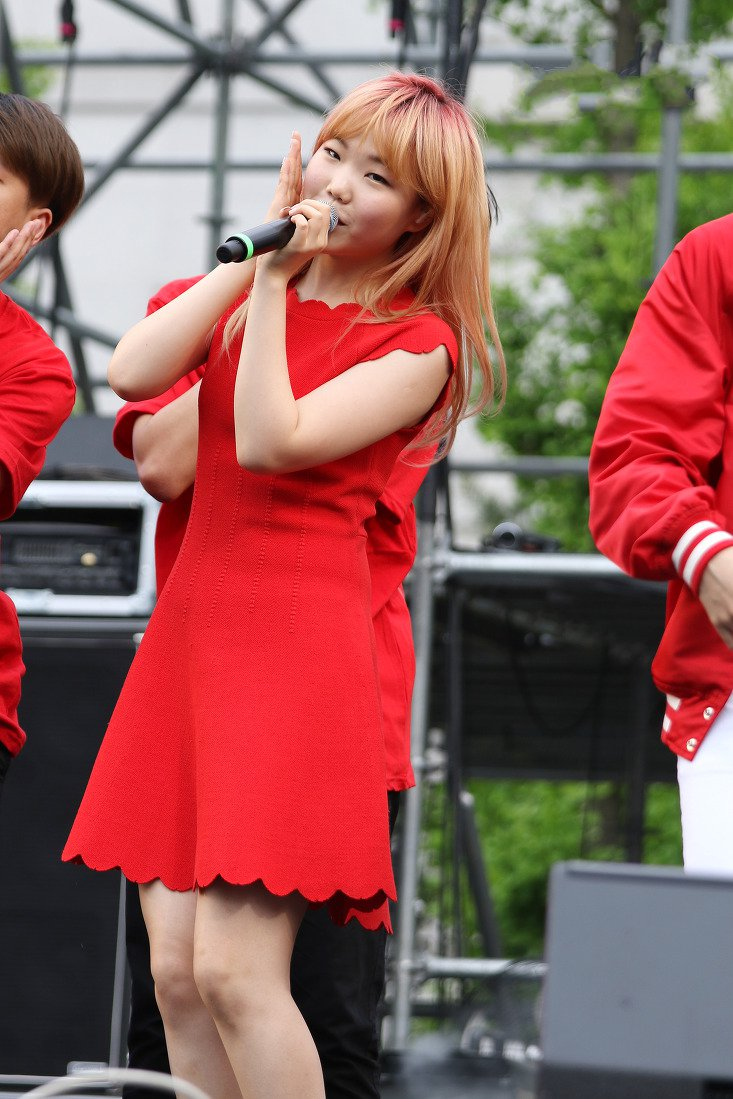
Lee actuando en el Festival del Campus de la Universidad de Corea Ipselenti el 27 de mayo de 2016

KBS Cool FM (89.1 MHz) dio la bienvenida a Lee a través de un anuncio el 3 de mayo de 2018 como su nuevo DJ de radio para Lee Su-hyun Volume Up de AKMU. Se convirtió en la novena DJ de radio oficial del programa como sucesora de su predecesora, Kim Ye-won. Su permanencia en el programa fue del 4 de junio al 5 de enero de 2020. Su papel como DJ de radio le valió el "Premio Radio DJ" en el 16° Premio KBS Entertainment en 2018.
A través del melodrama histórico de TVN, Mr. Sunshine, Lee se convirtió en el cuarto artista en lanzar una banda sonora para el drama televisivo el 29 de julio de 2018. A nivel nacional, la banda sonora alcanzó el puesto 74 en la lista Gaon Digital y el 72 en la lista Billboard Korea K-Pop 100.
Lee también participó en el sencillo digital de Jannabi, "Made in Christmas", que fue lanzado el 25 de diciembre de 2018.
Lee participó en el programa de audiciones de JTBC Superband como la jueza más joven y única. Durante una conferencia de prensa celebrada el 11 de abril de 2019, en respuesta a su papel en el programa, respondió: “Como persona que ha competido en una etapa de audición, el papel de un juez da miedo. Así que en lugar de pensar en mí mismo como un productor, busco gente encantadora con la que quiera ser amigo y con quien también trabajar”.
El 27 de abril de 2019, Lee fue invitado a participar en el primer aniversario del evento de la Declaración de Panmunjom, donde se adoptó la paz y la reunificación de la península de Corea entre el Líder Supremo de Corea del Norte, Kim Jong-un, y el presidente de Corea del Sur, Moon Jae-in, durante la cumbre intercoreana de abril de 2018. Interpretó una versión coreana de la banda sonora original de Pocahontas "Colors of the Wind".
En septiembre de 2019, a través del tercer álbum de estudio de AKMU, Sailing, Lee fue acreditada como arreglista de la canción del lado B "Farewell" (작별 인사), lo que marca su primera participación entre sus lanzamientos. A través del programa de radio Naver Now, Jukjae Night Time Studio, Lee reveló el proceso indicando con un conocimiento mínimo, que tenía dificultades para crear una línea de base, pero aún podía crear únicamente una distribución instrumental detallada después de tocar acordes aleatorios para la primera grabación de demostración. Luego reclutó a Jukjae y Hareem para grabar una instrumentación más pulida, lo que llevó a la adición de su álbum.

### 2020: Apariciones en bandas sonoras y debut como solista
El 6 de junio de 2020, Lee fue invitado a la 65a Ceremonia Anual del Día de los Caídos, celebrada en el Memorial Plaza en el Cementerio Nacional de Daejeon, y fue transmitida por KBS, MBC y SBS. La ocasión fue organizada por el actor, Kim Dong-wook y el locutor Lee Jung-min, además de la presencia del presidente de Corea del Sur, Moon Jae-in. La familia de los mártires patrióticos de la guerra de Corea asistió y leyó cartas e historias del difunto mayor Lim Chun-soo, quien murió en la batalla con una carta y una foto de su familia cerca de su corazón. Interpretó "Padre", en la que la letra decía: "padre que me protegió", y expresó sus condolencias.

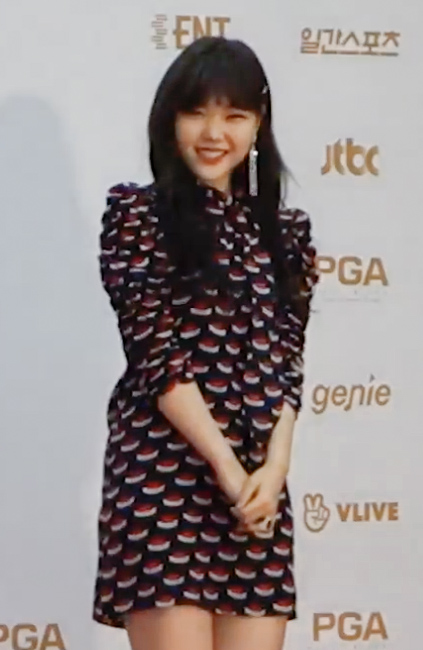
Lee Su-hyun en la 32ª edición de los Premios Disco de Oro en 2018

A través del drama romántico de TVN It's Okay to Not Be Okay, Lee se convirtió en el cuarto artista en lanzar una banda sonora para el drama televisivo. Tras su lanzamiento, la banda sonora original, "In Your Time" (아직 너의 시간에 살아), se convirtió en el número uno en las plataformas de transmisión de música de Corea del Sur, incluidas Genie y Bugs el 14 de julio. A nivel nacional, la banda sonora también alcanzó el puesto 31 en la lista Gaon Digital y el 33 en la lista Billboard Korea K-Pop 100. La banda sonora se lanzó físicamente dentro del álbum de la banda sonora It's Okay to Not Be Okay el 13 de agosto.
Al recibir una llamada de Disney, Lee aceptó la propuesta de cantar la versión coreana de "Reflection" (숨겨진 내 모습) de la película de Walt Disney Pictures Mulan que se estrenaría en 2020. En respuesta, declaró: "Como fan de Disney, estoy muy feliz de participar en una canción que ha sido amada por muchas personas". La banda sonora oficial fue lanzada el 31 de agosto antes del lanzamiento nacional de la película el 10 de septiembre. El video musical lanzado a través de las plataformas, YouTube y Naver TV recibió atención y obtuvo más de 1 millón de visitas a nivel nacional en 2 días, y alcanzó el puesto número 3 en la lista de los 100 videos populares de Naver TV, permaneciendo dentro del top 10 durante una semana después del lanzamiento.
El 4 de septiembre, los medios informaron que Lee haría su debut oficial en solitario en el otoño de ese año, a lo que su sello respondió anticipando un anuncio oficial pronto. En lo que respecta a su debut en solitario, anteriormente a través del programa de variedades de JTBC, Knowing Bros, a pesar de que su hermano le dejó canciones para que ella las publicara durante su alistamiento, Lee reveló que se negó a usar música producida por él y que preferiría tomarse un tiempo hasta que estuviera completamente satisfecha. Pronto, YG Entertainment anunció que Lee debutaría oficialmente como solista el 16 de octubre con el sencillo digital «Alien».

## Otras empresas

### Aprobación

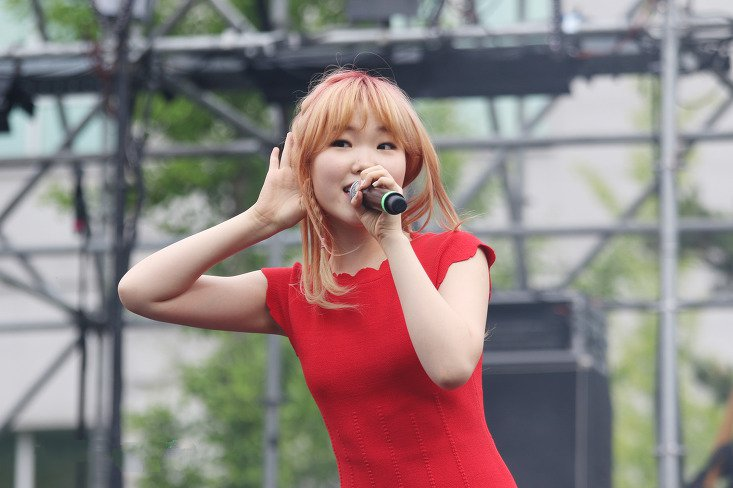
Lee interpretando en un festival en 2016

En noviembre de 2018, Lee fue elegida para ser modelo para la plataforma de belleza coreana Glow Pick. También participó en la composición y el canto de la canción para el comercial.

### Filantropía
Tras el brote de Coronavirus, Lee hizo una donación de 50 millones de wones el 1 de abril de 2020 al personal médico del Hospital Daegu Dongsan.

## Discografía

### Como artista principal
| Título  | Año  | Posicionamiento en listas | Posicionamiento en listas | Álbum     |
| Título  | Año  | KOR                       | KOR                       | Álbum     |
| Título  | Año  | Gaon                      | Hot                       | Álbum     |
| ------- | ---- | ------------------------- | ------------------------- | --------- |
| «Alien» | 2020 | TBA                       | TBA                       | Sin álbum |

### Como artista invitada
| Título                                                                     | Año  | Posicionamiento en listas | Ventas         | Álbum                          |
| Título                                                                     | Año  | KOR                       | Ventas         | Álbum                          |
| -------------------------------------------------------------------------- | ---- | ------------------------- | -------------- | ------------------------------ |
| "The Benefits of the Heartbreak" (Epik High con Suhyun)                    | 2017 | 8                         | - KOR: 208,377 | We've Done Something Wonderful |
| "Made in Christmas" (Jannabi con Su-hyun)                                  | 2018 | —                         | N/A            | Sin álbum                      |
| "Love the Moon" (달을 사랑해, Dareul Saranghae) (Viini con Su-hyun & Bloo) | 2020 | —                         | N/A            | Moon & Butterfly               |

### Apariciones en bandas sonoras
| Título                                                    | Año  | Posicionamiento en listas | Posicionamiento en listas | Ventas       | Álbum                        |
| Título                                                    | Año  | KOR                       | KOR                       | Ventas       | Álbum                        |
| Título                                                    | Año  | Gaon                      | Hot                       | Ventas       | Álbum                        |
| --------------------------------------------------------- | ---- | ------------------------- | ------------------------- | ------------ | ---------------------------- |
| "Red Carpet" (con Hyun-bin, Deukie, Hee-Jung & Seung-eon) | 2017 | N/A                       | N/A                       | Sin publicar | Temporary Idol OST           |
| "Ice Cafe" (con Hyun-bin, Deukie, Hee-Jung & Seung-eon)   | 2017 | N/A                       | N/A                       | Sin publicar | Temporary Idol OST           |
| "Sori" (소리)                                             | 2018 | 74                        | 72                        | N/A          | Mr. Sunshine OST             |
| "In Your Time" (아직 너의 시간에 살아)                    | 2020 | 31                        | 32                        | N/A          | It's Okay to Not Be Okay OST |
| "Reflection" (숨겨진 내 모습)                             | 2020 | —                         | —                         | N/A          | Mulan OST                    |

### Otras apariciones
| Título | Año  | Álbum                               |
| --- | ---- | ----------------------------------- |
| "I Did Not Want Love From You" (나는 당신께 사랑을 원하지 않맜어요, Naneun Dangsinkke Sarangeul Wonhaji Anmasseoyo) | 2016 | Immortal Songs: Singing the Legend  |
| "Love One" (Live Ver.) (사랑 하나, Sarang Hada) con Kim Feel, Henry, Hareem, Heon-il                                | 2019 | Begin Again Temporada 3 Episodio 2  |
| "There's Nothing Holdin' Me Back" con Lena, Henry, Kim Feel, Hareem, Heon-il                                        | 2019 | Begin Again Temporada 3 Episodio 4  |
| "I Love You" (Busking Ver.) con Kim Feel, Henry, Hareem, Heon-il                                                    | 2019 | Begin Again Temporada 3 Episodio 12 |
| "Chocolate Story" (초콜릿 이야기, Chokollit Iyagi) con Heon-il, Lena, Kim Feel, Henry, Hareem                       | 2019 | Begin Again Temporada 3 Episodio 14 |

## Filmografía

### Series de televisión
| Fecha | Título                    | Papel           | Cadena             | Notas                | Referencia |
| ----- | ------------------------- | --------------- | ------------------ | -------------------- | ---------- |
| 2017  | Temporary Idol            | Lee Su-hyun     | Netflix            | Reparto principal    | [ 17 ]     |
| 2018  | YG Future Strategy Office | Ella misma      | Netflix            | Cameo                | [ 50 ]     |
| 2021  | Un Amor Loco              | Cajera Soo Hyun | Kakao TV / Netflix | Personaje secundario | [ 51 ]     |

### Reality shows
| Fecha         | Cadena  | Título                 | Notas              | Referencia |
| ------------- | ------- | ---------------------- | ------------------ | ---------- |
| 2012–2013     | SBS     | K-pop Star Temporada 2 | Ganadora           | [ 52 ]     |
| 2017          | MBC     | King of Mask Singer    | Concursante        | [ 53 ]     |
| 2017          | OnStyle | Relationship Appeal    | Miembro del elenco | [ 12 ]     |
| 2018–presente | JTBC    | Begin Again            | Miembro del elenco | [ 19 ]     |
| 2019          | JTBC    | Super Band Project     | Jueza              | [ 54 ]     |
| 2023          | Netflix | De los 19 a los 20     | Presentadora       | [ 55 ]     |

### Videos musicales
| Título      | Año  | Director(es)  | Artista     | Referencia |
| ----------- | ---- | ------------- | ----------- | ---------- |
| "Hold" (뜸) | 2020 | Ha Jeong-hoon | Winner      | [ 56 ]     |
| "Alien"     | 2020 | Han Sa-min    | Lee Su-hyun | [ 57 ]     |

## Radio
| Año       | Cadena      | Título                   | Referencia |
| --------- | ----------- | ------------------------ | ---------- |
| 2018–2020 | KBS Cool FM | AKMU Su-hyun's Volume Up | [ 21 ]     |

## Premios y nominaciones
| Año  | Premio                                | Categoría       | Trabajos                 | Resultado | Referencia |
| ---- | ------------------------------------- | --------------- | ------------------------ | --------- | ---------- |
| 2018 | 16° Premios de Entretenimiento de KBS | Premio Radio DJ | AKMU Su-hyun's Volume Up | Ganadora  | [ 22 ]     |